# Правовая доктрина
Правова́я доктри́на — это система идей о праве, выражающих определённые социальные интересы и определяющих содержание и функционирование правовой системы и непосредственно воздействующих на волю и сознание субъектов права, признаваемых в качестве обязательных официально государством путём ссылки на труды авторитетных знатоков права в нормативно-правовых актах или юридической практикой в силу их авторитета и общепринятости.
По общему правилу любая доктрина делится на официальную доктрину, создаваемую на национальном или наднациональном уровне (например, экспертные заключения), и научную доктрину, создаваемую в университетах и иных профессорских объединениях. Как и богословские доктрины, правовая доктрина обязательно подкреплена авторитетом традиции.
Правовая доктрина считается характерным источником права для англосаксонской правовой семьи. К примеру, в Великобритании к мнениям наиболее известных учёных-юристов обращаются в случае, если пробел в праве не может быть заполнен статутом или судебным прецедентом. Такими доктринами являются труды Блэкстона («Комментарии законов Англии», 1765), Коука («Правовые институты Англии», 1628), Фостера («Решения королевских судов», 1763), а также различные труды Дж. Локка, Дж. Милля, Э. Бёрка, А. Дайси и др.
В романо-германской правовой семье правовая доктрина потеряла своё правовое значение. Например, в Российской Федерации она не признаётся источником права. Тем не менее, компетентные научные труды, толкование законодательства (к примеру, научные комментарии Конституции, федеральных законов) могут являться своего рода вспомогательными началами для должностных лиц и государственных органов, применяющих нормы права.